# 議會警衛官
下議院警衛官，又稱下議院侍衛長，是英國下議院負責維護議院秩序與內部管理事務的官員。這一職位人選經下議院推薦由女王任命。下院警衛官也含有一定的禮儀性作用，特別是在下議院每日開始日常議事時，由他手持權杖引導議長就座。